# En vän har jag funnit
En vän har jag funnit är en psalm från 1887 med text och musik av Herbert Booth.

## Publicerad i
- Herde-Rösten 1892 som nr 405 under rubriken "Jesu ledning och efterföljelse:" med titeln "En alltid trofast vän".
- Musik till Frälsningsarméns sångbok 1907 som nr 325.
- Frälsningsarméns sångbok 1929 som nr 241 under rubriken "Jubel, erfarenhet och vittnesbörd".
- Frälsningsarméns sångbok 1968 som nr 273 under rubriken "Jubel och tacksägelse".
- Frälsningsarméns sångbok 1990 som nr 540 under rubriken "Erfarenhet och vittnesbörd".